# Studium kobiety
Studium kobiety – opowiadanie Honoriusza Balzaka z cyklu Komedia ludzka, stanowiące część Scen z życia prywatnego. Po raz pierwszy zostało opublikowane w czasopiśmie La Mode w 1830.

## Czas powstania utworu
Studium kobiety Balzac napisał w lutym 1830 roku. Po raz pierwszy wydał je w „La Mode” 12 marca 1830 roku. Następnie w 1831 roku u wydawcy Gosselina w zbiorze Romans et Contes philosophiques. W 1835 roku, pod zmienionym tytułem Profil de marquise, przeniósł utwór do Scen z życia prywatnego w Studiach obyczajowych, gdzie ponownie znalazł się w wydaniu Charpentiera z 1839 roku. W 1842 roku pisarz włączył nowelę do Komedii ludzkiej umieszczając ją w pierwszym tomie i przywracając pierwotny tytuł.

## Treść
Markiza de Listomère cieszy się w Paryżu opinią kobiety nieosiągalnej. Tymczasem Eugeniusz de Rastignac, dopiero zaczynający robić karierę w wielkim świecie, przypadkowo wysyła do niej namiętny list przeznaczony dla swojej kochanki Delfiny de Nucingen. Markiza, która już wcześniej dostrzegła przystojnego młodzieńca, udaje oburzenie, lecz w rzeczywistości jest zachwycona takim obrotem sprawy. Zaprasza Rastignaka do siebie, jednak ten, zorientowawszy się w sytuacji, nieopatrznie wyznaje jej prawdę. Markiza udaje wówczas chorobę i przepędza go.

## Cechy utworu
Studium kobiety jest przede wszystkim, jak sugeruje już sam tytuł, utworem poświęconym kobiecie, jej zachowaniu, uczuciom i przeżyciom. Mimo niewielkiej objętości dzieła stanowi ono ważny komponent ogólnej refleksji nad kobietami z wielkiego świata, cechami i motywami ich postępowania oraz wpływem środowiska na ich działanie, która przewija się przez kilkadziesiąt dzieł Balzaka. Opowiadanie dalekie jest jednak od jednolitego charakteru, łącząc w sobie elementy komiczne, ironiczny komentarz wobec obyczajów wielkiego świata (a zwłaszcza postępowania głównej bohaterki) oraz nieco cyniczny dydaktyzm. Autor eksperymentuje również z formą opowiadania, wprowadzając w roli narratora Horacego Bianchona, lekarza i przyjaciela Rastignaka, co ma dodatkowo przybliżyć czytelnikowi opisywany w utworze świat.